# Netth Soul
Netth Soul (* 16. September 1972 in der Elfenbeinküste) ist ein ivorischer Musiker.

## Leben
Mit elf Jahren beginnt er zu singen und Mundharmonika zu spielen, erst mit 14 lernt er Gitarre. Mit 15 (und später mit 19) nimmt er an einer Präsentation junger Künstler teil, vergleichbar mit Deutschland sucht den Superstar, so wird er früh landesweit bekannt. 1998 belegt er bei einem ähnlichen Wettbewerb den zweiten Platz. Im Juli 1999 erscheint sein erstes Album, das in Burkina Faso im Jahr 2000 die Auszeichnung für den besten Text erhält.
Netth Soul beginnt zu touren und vermehrt in der Elfenbeinküste, Burkina Faso und Benin aufzutreten. Er wird schnell einer der bekanntesten Musiker seines Landes. Eine enge Zusammenarbeit mit seinem Mentor Alpha Blondy fördert die Karriere. Im Juli 2002 erscheint sein zweites Album (Gott schläft nicht / Dieu ne dort pas).
Im April 2004 heiratet er seine Managerin Adissa Toure, ein Ereignis, das mit großem Medieninteresse in der Elfenbeinküste verfolgt wird. Sein musikalischer Ziehvater und Freund Alpha Blondy ist Ausrichter der Hochzeitsfeier.
Netth Soul, der schon Deutsch studiert hat, arbeitet phasenweise auch immer wieder als Deutschlehrer. Mit der Qualifikation der „Elephants“, der ivorischen Nationalmannschaft zur Fußball-Weltmeisterschaft 2006 entsteht das Lied „Fussballfest“, das Netth Soul in Deutsch singt. Mit der Unterstützung des Abidjaner Goethe-Instituts, in dem er das Lied aus Anlass der WM-Gruppenziehung vorträgt, wird es wegen seiner Andersartigkeit schnell zum Gassenhauer.
2006 arbeitet Netth Soul an einem neuen Album, das wieder internationale Titel enthalten wird. In Kürze erscheint außerdem in der Elfenbeinküste eine Maxi-CD für das Internationale Rote Kreuz der Elfenbeinküste.
In seinen Texten beschäftigt sich Netth Soul mit der Situation in seinem Land, seinem Glauben an Gott und dem Wunsch nach Frieden. Er singt auf Dioula (eine afrikanische Sprache), Französisch, Englisch und neuerdings in Deutsch. Musikalisch ist Netth Soul nicht nur ein Reggaemusiker, geprägt von seinen Freunden Alpha Blondy und Ismaël Isaac, seine Musik umfasst auch ein weites Spektrum an nachdenklichen Gitarrenstücken.

## Diskografie
- 1999 Debüt
- 2002 Dieu ne dort pas
- 2006 Single „Fussballfest“ (in Deutschland erschienen)
- 2006 Maxi-CD für das Internationale Rote Kreuz Côte d’Ivoire